# Vat Phou
El Vat Phou o Wat Phou es un complejo de templos del Imperio jemer en ruinas. Se sitúan en la base de la montaña Phu Kao, a cerca de 6 km del río Mekong, en la provincia de Champasak, en Laos. Fue declarado como Patrimonio de la Humanidad por la Unesco en el año 2001 denominado como Vat Phou y los antiguos establecimientos asociados del paisaje cultural de Champasak. Abarcando un área de 39.000 ha.
Existían un templo en el sitio en el siglo V, pero las estructuras supervivientes datan de los siglos XI al XIII. El templo tiene una estructura única, en la que los elementos llevan hacia el santuario, donde era bañado por agua de manantial. El lugar se transformó más tarde en un lugar de adoración de Theravāda, tal y como es hoy en día.